# Jhoselyn Camargo
Pour les articles homonymes, voir Camargo.
Jhoselyn Camargo Aliaga, née le 21 juillet 1996 à La Paz (Bolivie), est une athlète bolivienne spécialiste de la course de fond. Elle est médaillée de bronze sur le 10 000 m aux Championnats d'Amérique du Sud 2021.

## Carrière
Alors qu'elle fait du foot à l'école, son professeur de sport lui conseille de se tourner vers l'athlétisme et elle remporte ses premières médailles lors des Jeux sportifs plurinationaux des étudiants.
Lors des Jeux sud-américains de 2018, Camargo concoure pieds nus et remporte la médaille de bronze sur le 3 00 m haies.
En 2022, elle signe un partenariat avec Nike.

## Palmarès
| Date | Compétition                             | Lieu       | Place | Course        |
| ---- | --------------------------------------- | ---------- | ----- | ------------- |
| 2016 | Championnats d'Amérique du Sud espoirs  | Lima       | 6e    | 5 000 m       |
| 2016 | Championnats d'Amérique du Sud espoirs  | Lima       | 5e    | 10 000 m      |
| 2018 | Jeux sud-américains                     | Cochabamba | 3e    | 3 000 m st.   |
| 2020 | Championnats d'Amérique du Sud en salle | Cochabamba | 2e    | 1 500 m       |
| 2020 | Championnats d'Amérique du Sud en salle | Cochabamba | 1re   | 3 000 m st.   |
| 2021 | Championnats d'Amérique du Sud          | Guayaquil  | 5e    | 5 000 m       |
| 2021 | Championnats d'Amérique du Sud          | Guayaquil  | 3e    | 10 000 m      |
| 2022 | Championnats d'Amérique du Sud en salle | Cochabamba | 1re   | 1 500 m       |
| 2022 | Championnats du monde en salle          | Belgrade   | 20e   | 3 000 m st.   |
| 2022 | Jeux sud-américains                     | Asuncion   | 7e    | 10 000 m      |
| 2022 | Championnats ibéro-américains           | La Nucia   | 5e    | semi-marathon |